# Schoenoplectus
Schoenoplectus (Rchb.) Palla è un genere di piante appartenente alla famiglia delle Ciperacee, con distribuzione cosmopolita.

## Descrizione
Si tratta di piante annuali piccole, fascicolate, con radici fibrose, o perenni di media o grande dimensione, generalmente rizomatose. Presentano steli cespugliosi o lontani tra sé, eretti, lisci, triangolari, affusolati alle estremità o nervati, la base non tuberosa. Hanno foglie inferiori con baccelli fogliari privi di lamine o quelle superiori che sviluppano occasionalmente lamine. L'infiorescenza è un aggregato semplice pseudolaterale di spighette o composto; la brattea è generalmente una, eretta, che sembra una continuazione dello stelo. Le spighette sono bisessuali, scarse o abbondanti, sessili o peduncolate, ovoidi oppure oblunghe. Glume sono spiralate, decidue, ovalari, rotonde nella parte posteriore, con una nervatura centrale forte, la nervatura laterale inconspicua od obsoleta; peduncolo persistente. Hanno fiori bisessuali; perianzio di 2-6 squame o setole o assenti; stami (2-)3; stile bifido (Mesoamerica) o trifido. Acheni lenticolari, biconvessi o piani-convessi, lisci o trasversalmente rugosi.

## Tassonomia
IL genere fu descritto da (Rchb.) Palla e pubblicato su Verhandlungen der Kaiserlich-Königlichen Zoologisch-Botanischen Gesellschaft in Wien 38: 49. 1888.
La specie tipo è Schoenoplectus lacustris (L.) Palla.
Il genere comprende 27 specie:
- Schoenoplectus acutus (Muhl. ex Bigelow) Á.Löve & D.Löve
- Schoenoplectus americanus (Pers.) Volkart
- Schoenoplectus annamicus (Raymond) T.Koyama
- Schoenoplectus californicus (C.A.Mey.) Soják
- Schoenoplectus × carinatus (Sm.) Palla
- Schoenoplectus × contortus (Eames) S.G.Sm.
- Schoenoplectus corymbosus (Roth ex Roem. & Schult.) J.Raynal
- Schoenoplectus decipiens (Nees) J.Raynal
- Schoenoplectus deltarum (Schuyler) Soják
- Schoenoplectus ehrenbergii (Boeckeler) Soják
- Schoenoplectus etuberculatus (Steud.) Soják
- Schoenoplectus halophilus Papch. & Laktionov
- Schoenoplectus heptangularis Cabezas & Jim.Mejías
- Schoenoplectus heterochaetus (Chase) Soják
- Schoenoplectus × kuekenthalianus (Junge) D.H.Kent
- Schoenoplectus lacustris (L.) Palla
- Schoenoplectus litoralis (Schrad.) Palla
- Schoenoplectus monocephalus (J.Q.He) S.Yun Liang & S.R.Zhang
- Schoenoplectus muricinux (C.B.Clarke) J.Raynal
- Schoenoplectus nipponicus (Makino) Soják
- Schoenoplectus × oblongus (T.Koyama) Soják
- Schoenoplectus paludicola (Kunth) Palla
- Schoenoplectus pulchellus (Kunth) J.Raynal
- Schoenoplectus pungens (Vahl) Palla
- Schoenoplectus rhodesicus (Podlech) Lye
- Schoenoplectus scirpoides (Schrad.) Browning
- Schoenoplectus × steinmetzii (Fernald) S.G.Sm.
- Schoenoplectus subterminalis (Torr.) Soják
- Schoenoplectus subulatus (Vahl) Lye
- Schoenoplectus tabernaemontani (C.C.Gmel.) Palla
- Schoenoplectus torreyi (Olney) Palla
- Schoenoplectus triqueter (L.) Palla